# Пынтя, Герман Васильевич
Ге́рман Васи́льевич Пы́нтя (рум. Gherman Pântea/Pîntea, 13 мая 1894, село Заиканы, Бессарабская губерния, Российская империя — 3 февраля 1968, Бухарест, Социалистическая Республика Румыния) — румынский политик, одесский примар во время оккупации города румынскими войсками (1941—1944).

## Биография
Родился 13 мая 1894 года в многодетной семье адвоката Василия Пынти.
Окончил Киевское юнкерское училище. Участник 1-й мировой войны, офицер Русской императорской армии. В 1917—1918 годах входил в Сфатул Цэрий, занимал должность военного министра Молдавской Народной Республики.
Неоднократно занимал должность примара (мэра) Кишинёва: в 1923, 1927—1928 и 1932 годах.
В годы Второй мировой войны был назначен городским головой Одессы, которая являлась столицей румынской Транснистрии. По некоторым свидетельствам, лично руководил массовыми казнями жителей через повешение на центральных улицах и в парках города. По другим данным наоборот — не только не принимал в казнях участия, но лично содействовал спасению одесских евреев.
В период пребывания на посту городского головы главной заслугой ему ставилось то, что он сумел быстро наладить хозяйственную жизнь Одессы. В октябре 1942 года, после годового перерыва был вновь открыт Одесский университет. Среди курьёзных распоряжений Пынти упоминают о его попытках законодательно запретить лузгать семечки на улицах Одессы.
Пынтя спас от гитлеровцев родственников маршала Тимошенко. Возможно за это после войны был оправдан советским судом и выехал в Румынию, где пытался скрываться, жил по поддельным документам, случайным адресам. Был арестован опергруппой Эуджена Алимэнеску.
Его ещё раз судили в 1949 году по обвинениям в участии в преступлениях против человечества во время Второй мировой войны и приговорили к 10 годам исправительных работ.
В 1968 году умер при загадочных обстоятельствах (упал замертво, выпив чашку кофе в кафе).
Именем Германа Пынти названа улица в Кишинёве. В 2014 году Почта Молдовы выпустила конверт, посвященный 120-летию со дня его рождения.
В начале 2019 года в Одессе была представлена книга директора музея Холокоста Павла Козленко «Герман Пынтя. Торжество справедливости. Моё досье», в основу которой легли воспоминания Г. Пынти, а также фотографии и архивные документы из фондов государственного архива Одесской области и фотоснимки из альбома «Одесса 1941—1943».

## Сочинения
- Rolul organizaţiilor militare moldoveneşti în actul unirii Basarabiei (1932)
- Unirea Basarabiei (1943)
- Некоторые рукописные сочинения Пынти хранятся в архивах Румынии, Молдовы и Украины